# Sulpici Sever Pius
|  | Per a altres significats, vegeu «Sulpici Sever». |

Sulpici Sever Pius (en llatí Sulpicius Severus Pius) va ser un escriptor eclesiàstic francès (gal·loromà), nomenat 27è bisbe de la ciutat de Bourges a la meitat del segle vii i contemporani de Gregori de Tours.
Va escriure algunes obres d'història religiosa, una de les quals la va dedicar a Gregori.